# Mulheim

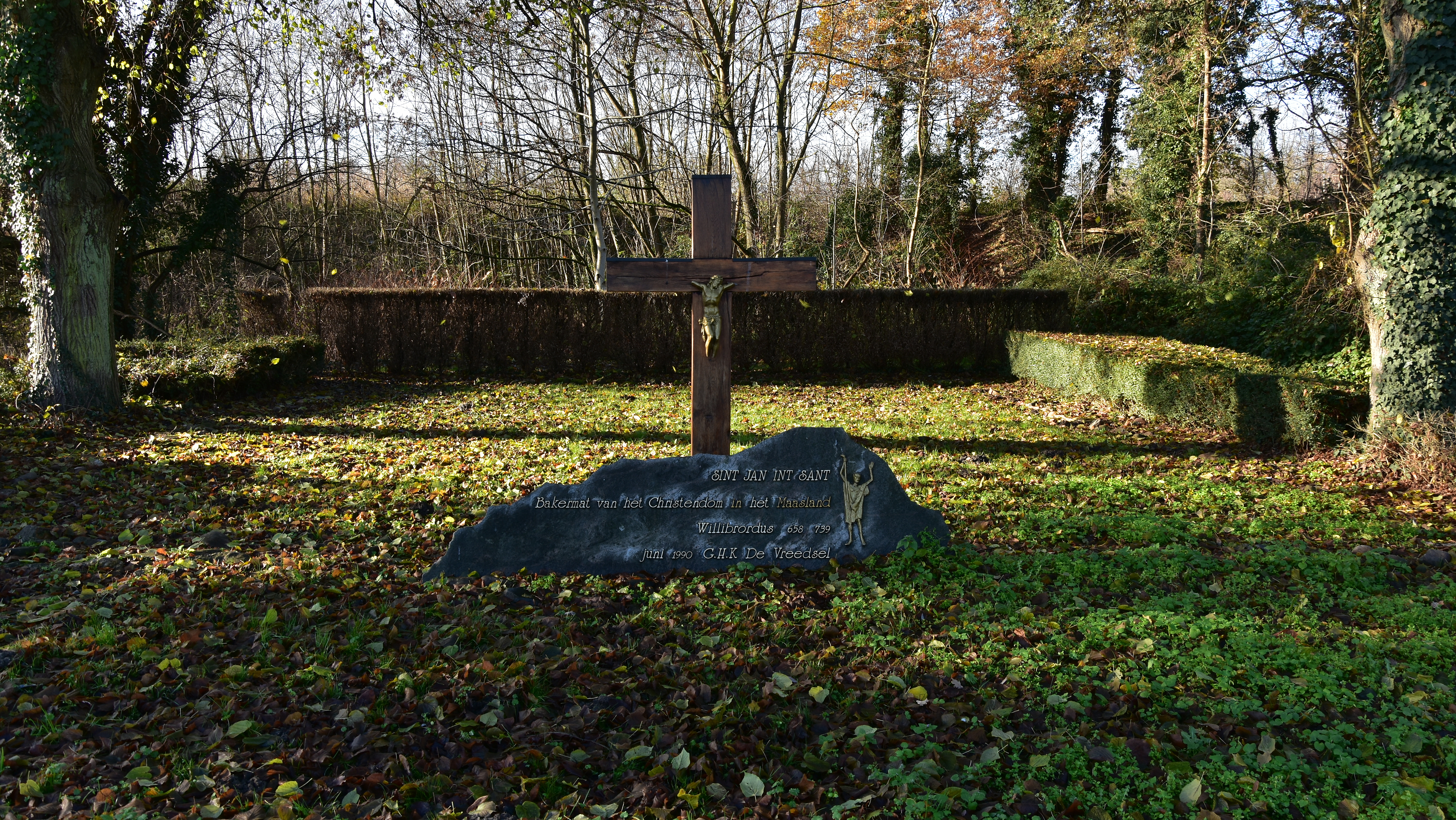
Locatie van de reconstructie van de funderingen van de Sint-Janskapel

Mulheim (ook: Mulhem) is een Belgisch gehucht van de deelgemeente Lanklaar.

## Naam
De naam "Mulheim" werd haar gegeven door de Franken die zich er meteen na de Romeinse tijd vestigden. Daarop wijst het achtervoegsel "heim", dat "thuis" betekent. "Mul" duidt op een molen die er gestaan moet hebben, misschien een watermolen op de Vrietselbeek. Doorheen de geschiedenis worden daarom ook "Molenheim" en "Molhem" gebruikt. In Duitsland komt de naam "Mülheim" meermaals voor. Historici zijn het er nog steeds niet over eens of de Romeinse nederzetting Feresne vlak bij Mulheim lag.

## Sint-Janskapel
Mulheim werd herhaaldelijk vereenzelvigd met Mulnaim of Mulneheim, een van de bezittingen van Willibrord in de 8e eeuw. Het gebied V(l)ierveld of Vilvert aan de overkant van de Zuid-Willemsvaart zou etymologisch naar een "Willibrordusveld" verwijzen. Nochtans was de oude kapel van Mulheim, de Sint-Jan in't Santkapel, aan Johannes de Doper gewijd. Ook de nabije Sint-Jansbron, die misschien als doopput heeft gediend, was hiernaar vernoemd. Mogelijk stond hier een Romeinse tempel (zie verder).

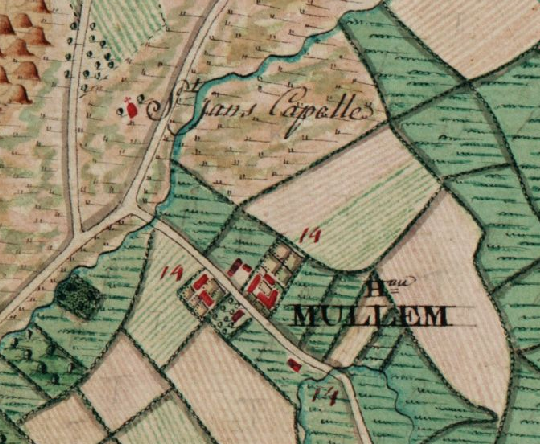
Het hameau de Mullem omstreeks 1772, volgens de Carte de Ferraris

De kapel werd in 1158 voor het eerst vermeld als capella de Molenheim. In 1806 kregen de bewoners van Eisden toestemming om de kapel te slopen voor bouwmaterialen. Wat er nog van overbleef werd bedolven onder de dijk van de Zuid-Willemsvaart. Jozef Habets legde de fundamenten in 1867 terug bloot, waarbij ze in de 11/12e eeuw gedateerd werden. Bij het verbreden van de vaart, tijdens het Interbellum, verdwenen ze voorgoed. In 1990 werd vlakbij een reconstructie van de fundamenten gebouwd.
Het feit dat het gebedshuis volgens de opgravingen was uitgerust voor het dopen en begraven lijkt op een grote zelfstandigheid te wijzen, waardoor het moet opklimmen tot het einde van de 8/9e eeuw. In de loop van de 17e en 18e eeuw werd de kapel niet meer vermeld in de kerkelijke visitatierapporten, waardoor het erop lijkt dat de grootste concentratie van inwoners toen al verschoven was. Mulheim heeft dan ook geleidelijk haar belang verloren.

### Romeinse tempel
Bij de opgravingen van 1867 sprak de plaatselijke pastoor van "een kerk, mogelijk oorspronkelijk een Romeinse tempel of daarbovenop gebouwd". Hij schetste een rond koor, waarvan Frans Medaer en Hubert Heymans een eeuw later het bestaan bevestigden, op grond van foto's die gemaakt werden bij de aanleg van de gasleiding in 1992. Dit ronde koor kan eerder een apsis uit de Romeinse tijd zijn geweest dan onderdeel van een middeleeuws kerkje. Dit vermoeden werpt een ander licht op de geschiedenis van Mulheim. Duchâteau geloofde dat de heirbaan Maastricht-Nijmegen als zijnde de Oude Baan langs deze tempel had gelopen; in dit geval is het niet ondenkbaar om Feresne in de buurt van deze tempel te situeren.

## Steenkoolwinning
Tot de sluiting van de Limburgse steenkoolmijnen bevond zich een veerpont op de vaart, dat Mulheim verbond met het Vierveld. Het was belangrijk voor de kompels die dagelijks naar de steenkoolmijn van Eisden trokken. Ten gevolge van de grootschalige ontginning van steenkool verzakte het gebied tussen Mulheim en Eisden. De moerassen van het Greven zijn daardoor ontstaan. Thans is dit een natuur- en waterwinningsgebied, met het "Kruinenpad" als attractie. Mulheim is tegenwoordig quasi versmolten met Lanklaar.